# Badlands (Live from Webster Hall)
Badlands (Live from Webster Hall) è il primo album dal vivo della cantante statunitense Halsey, pubblicato il 28 agosto 2020 dalla Capitol Records.

## Tracce
Disco 1
1. Castle - Live from Webster Hall – 4:35
2. Hold Me Down - Live from Webster Hall – 4:05
3. New Americana - Live from Webster Hall – 3:20
4. Drive - Live from Webster Hall – 4:53
5. Hurricane - Live from Webster Hall – 4:23
6. Roman Holiday - Live from Webster Hall – 3:18
7. Colors pt. II - Live from Webster Hall – 1:44
8. Colors - Live from Webster Hall – 4:04
9. Tiny Little Babies – Talking Break – 4:00
10. Strange Love - Live from Webster Hall – 4:36
11. Forget Her and Find Her – Talking Break – 2:03
12. Coming Down - Live from Webster Hall – 3:24
13. Haunting - Live from Webster Hall – 4:45
14. Control - Live from Webster Hall – 3:54
15. Young God - Live from Webster Hall – 5:00
16. Trouble - Live from Webster Hall – 4:37
17. I'm Not Playing Closer – Talking Break – 1:41
18. Ghost - Live from Webster Hall – 2:37
19. Gasoline - Live from Webster Hall – 4:44
20. Some Kind of Stardust – Talking Break – 2:18
21. Is There Somewhere - Live from Webster Hall – 4:31

Durata totale: 78:32
Disco 2
1. Castle – 4:37
2. Hold Me Down – 3:24
3. New Americana – 3:03
4. Drive – 4:18
5. Hurricane – 3:43
6. Roman Holiday – 3:21
7. Ghost – 2:33
8. Colors – 4:09
9. Colors Pt. II – 1:36
10. Strange Love – 4:07
11. Coming Down – 3:43
12. Haunting – 4:20
13. Gasoline – 3:19
14. Control – 3:34
15. Young God – 3:00
16. I Walk the Line – 2:45

Durata totale: 55:32